# Ischua
Ischua [ˈɪʃweɪ] är en kommun (town) i Cattaraugus County i delstaten New York. Vid 2020 års folkräkning hade Ischua 734 invånare.